# ویرایشگر نوشتار

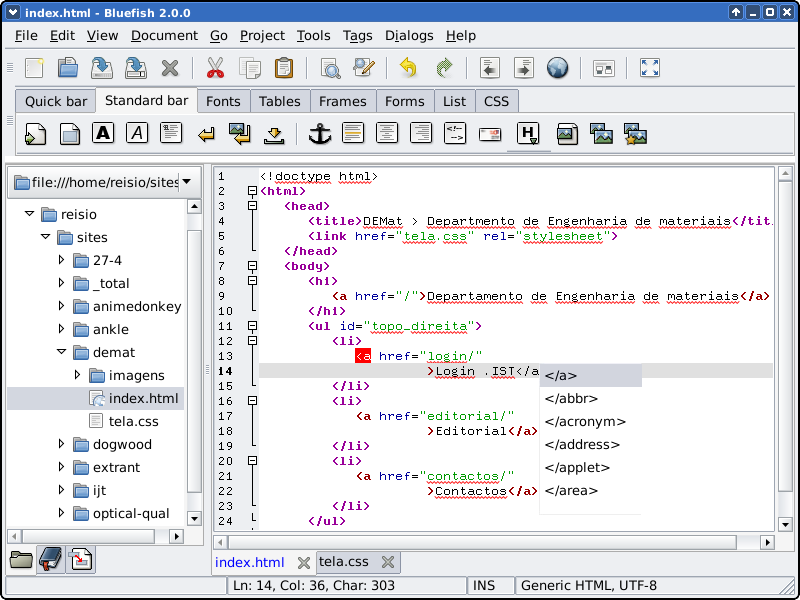
نمونه‌ وایریشگر نوشتار بلوفیش(Bluefish) که در آن کد اچ‌تی‌ام‌ال(HTML) نوشته شده است.

ویرایشگر نوشتار یا ویراستار نوشتار گونه‌ای از نرم‌افزارهای کاربردی است که برای ویرایش فایل‌های نوشتاری ساده به‌کار می‌رود. 
ویرایشگرهای نوشتار اغلب بدست سامانه‌های کنش یا کیت‌های گسترش نرم‌افزار پیشکش می‌شوند و می‌توانند برای تغییر در فایل‌های پیکربندی و همچنین کد منبعِ زبان‌های برنامه‌نویسی کاربری شوند.